# Agrionympha fuscoapicella
Agrionympha fuscoapicella là một loài bướm đêm thuộc họ Micropterigidae. Nó được mô tả bởi Gibbs năm 2011. Loài này có ở Nam Phi, nơi nó chỉ được biết đến từ Hogsback ở Đông Cape. Nó sinh sống ở rừng mưa rậm cây cao. Chiều dài cánh trước khoảng 3 cm đối với con đực và 3,4-3,5 mm đối với con cái.